# Richard Schuster
Richard Schuster (* 1836; † 1900) war ein evangelischer Pfarrer und Superintendent, der die Sozialdemokratie publizistisch bekämpfte.

## Leben
Schuster war von 1864 bis 1869 Vikar im mittelhessischen Nieder-Weidbach, danach bis 1872 Vereinsgeistlicher der Inneren Mission in Karlsruhe (Reiseagent für die Südwestdeutsche Konferenz für Innere Mission in Stuttgart) und dann bis 1876 Pfarrer in Stuttgart. In Duisburg war er ab 1876 dritter, ab 1883 zweiter reformierter Pfarrer und von 1891 bis 1900 Superintendent.
Mitte der 1870er Jahre, in der Zeit des „Gründungsschwindels … und der wüst ins Kraut schießenden Sozialdemokratie“ verfasste er die Schrift Was versprechen die Social-Demokraten, über die am 19. Januar 1875 im großen Saal der Stuttgarter Liederhalle vor zwei- bis dreitausend Zuhörern fast sechs Stunden lang öffentlich diskutiert wurde. Daraufhin erstellte er die antisozialdemokratische Quellensammlung Die Social-Demokratie. Nach ihrem Wesen und ihrer Agitation quellenmäßig dargestellt. Diese Zitatensammlung aus sozialistischen Schriften war ein beliebtes Kampfmittel von Gegnern der Sozialdemokratie und wurde in zahlreichen Zeitschriften rezensiert. Das Buch diente dem späteren preußischen Innenminister Botho zu Eulenburg Anfang 1876 als Quelle für seine Reichstagsrede gegen die Bestrebungen der Sozialdemokratie.

## Veröffentlichungen
- Was versprechen die Social-Demokraten? 3. Auflage, Hasselbrink, Stuttgart 1874[10]
- Die Social-Demokratie. Nach ihrem Wesen und ihrer Agitation quellenmäßig dargestellt. Stuttgart 1875 (Digitalisat)